# Elsmore
Elsmore är en ort i Australien. Den ligger i kommunen Inverell och delstaten New South Wales, i den sydöstra delen av landet, omkring 450 kilometer norr om delstatshuvudstaden Sydney. Antalet invånare är 326.
Runt Elsmore är det mycket glesbefolkat, med 6 invånare per kvadratkilometer.. Närmaste större samhälle är Inverell, omkring 16 kilometer väster om Elsmore. 
I omgivningarna runt Elsmore växer huvudsakligen savannskog. Genomsnittlig årsnederbörd är 880 millimeter. Den regnigaste månaden är januari, med i genomsnitt 134 mm nederbörd, och den torraste är april, med 36 mm nederbörd.